# Genmab

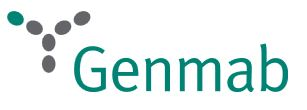
Logo da empresa Genmab.

Genmab A/S é uma empresa dinamarquesa de biotecnologia. Foi fundada em Fevereiro de 1999 pelo BankInvest Biomedical, liderado por Florian Schönharting. A empresa tem a sua sede em Copenhaga. A nível internacional, opera através das suas suas subsidiárias Genmab BV em Utrecht, Países Baixos e Genmab, Inc em Princeton, New Jersey, Estados Unidos da América. A empresa encontra-se cotada na bolsa de Copenhaga, integrando o índice OMX Copenhagen 20.